# شيريل نوبل
شيريل نوبل هي لاعبة كرلنغ كندية، ولدت في 29 سبتمبر 1956 في فيكتوريا في كندا.

## وصلات خارجية
- شيريل نوبل على موقع الاتحاد الدولي للكرلنغ (الإنجليزية)
- شيريل نوبل على موقع اللجنة الأولمبية الدولية (الإنجليزية)
- شيريل نوبل على موقع أوليمبيديا (الإنجليزية)
- شيريل نوبل على موقع اللجنة الأولمبية الكندية (الإنجليزية)